# Bancigny
Bancigny est une commune française située dans le département de l'Aisne en région Hauts-de-France.

## Géographie
Avec une population 26 habitants au dernier recensement de 2017, Bancigny est la 5è commune la moins peuplée du département de l'Aisne.
Le village est traversé par les ruisseaux du Huteaux et du Robinet. La ferme du Moulin est un écart du village. La commune a pour communes limitrophes : Plomion, Nampcelles-la-Cour dans le canton de Vervins ; Dagny-Lambercy dans le canton de Marle et Jeantes dans le canton d'Hirson.

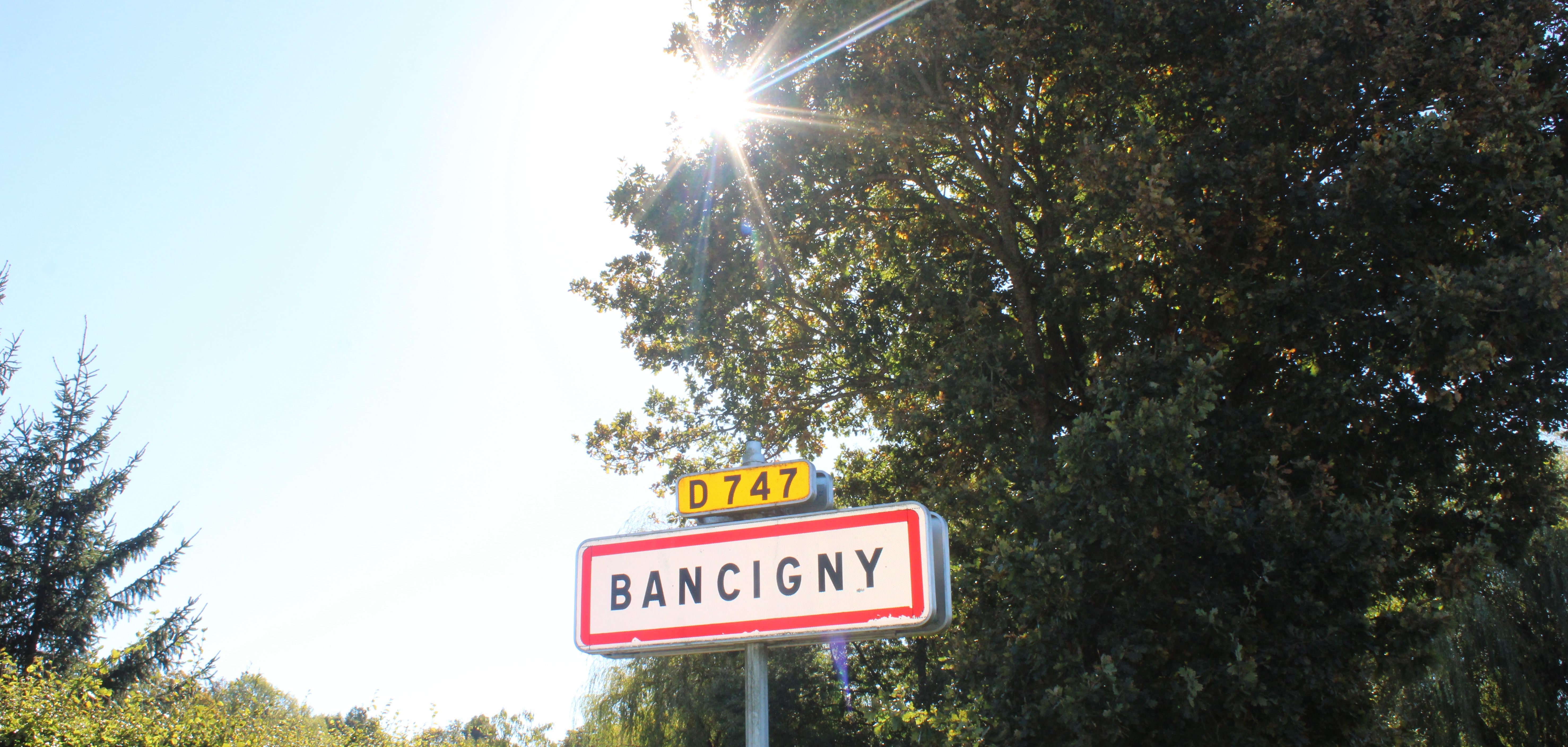
Une entrée du village.

### Hydrographie
La commune est située dans le bassin Seine-Normandie. Elle est drainée par le Huteau et le ruisseau du Robinet,,.
Le Huteau, d'une longueur de 14 km, prend sa source dans la commune de Coingt et se jette  dans la rivière Brune en limite de Hary et de Thenailles, après avoir traversé six communes.

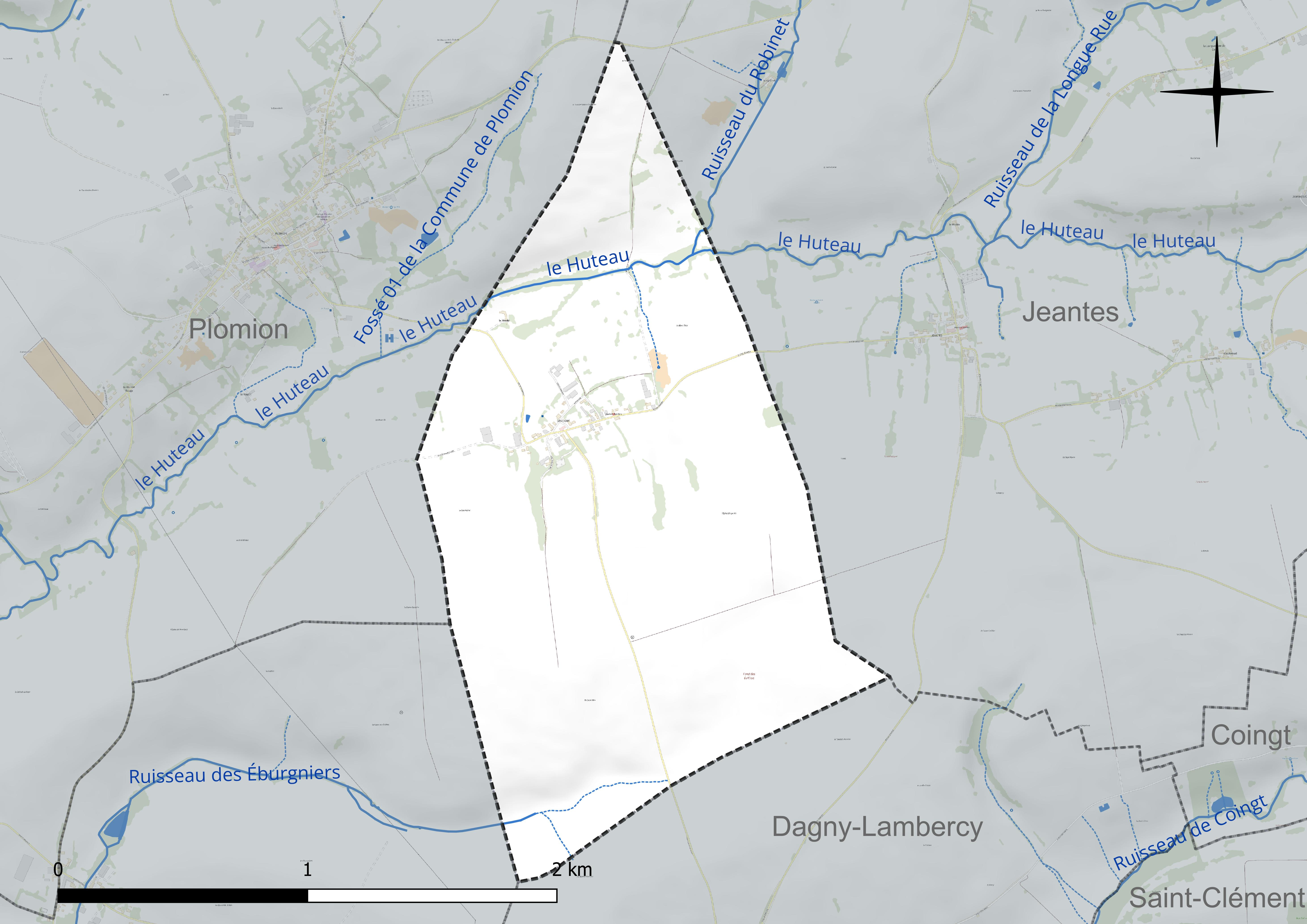
Réseau hydrographique de Bancigny.

### Climat
Pour des articles plus généraux, voir Climat des Hauts-de-France et Climat de l'Aisne.
En 2010, le climat de la commune est de type climat des marges montargnardes, selon une étude du CNRS s'appuyant sur une série de données couvrant la période 1971-2000. En 2020, Météo-France publie une typologie des climats de la France métropolitaine dans laquelle la commune est exposée à un climat océanique altéré et est dans la région climatique Nord-est du bassin Parisien, caractérisée par un ensoleillement médiocre, une pluviométrie moyenne régulièrement répartie au cours de l'année et un hiver froid (3 °C).
Pour la période 1971-2000, la température annuelle moyenne est de 9,6 °C, avec  une amplitude thermique annuelle de 15,6 °C. Le cumul annuel moyen de précipitations est de 913 mm, avec 13,9 jours de précipitations en janvier et 9,7 jours en juillet. Pour la période 1991-2020 la température moyenne annuelle observée sur la station météorologique la plus proche, située sur la commune de Fontaine-lès-Vervins à 11 km à vol d'oiseau, est de 10,5 °C et le cumul annuel moyen de précipitations est de 826,3 mm,. Pour l'avenir, les paramètres climatiques de la commune estimés pour 2050 selon différents scénarios d'émission de gaz à effet de serre sont consultables sur un site dédié publié par Météo-France en novembre 2022.

## Urbanisme

### Typologie
Au 1er janvier 2024, Bancigny est catégorisée commune rurale à habitat très dispersé, selon la nouvelle grille communale de densité à 7 niveaux définie par l'Insee en 2022.
Elle est située hors unité urbaine et hors attraction des villes,.

### Occupation des sols
L'occupation des sols de la commune, telle qu'elle ressort de la base de données européenne d'occupation biophysique des sols Corine Land Cover (CLC), est marquée par l'importance des territoires agricoles (92,4 % en 2018), une proportion identique à celle de 1990 (92,4 %). La répartition détaillée en 2018 est la suivante : 
terres arables (69,5 %), prairies (22,9 %), zones urbanisées (7,6 %).
L'évolution de l'occupation des sols de la commune et de ses infrastructures peut être observée sur les différentes représentations cartographiques du territoire : la carte de Cassini (XVIIIe siècle), la carte d'état-major (1820-1866) et les cartes ou photos aériennes de l'IGN pour la période actuelle (1950 à aujourd'hui).

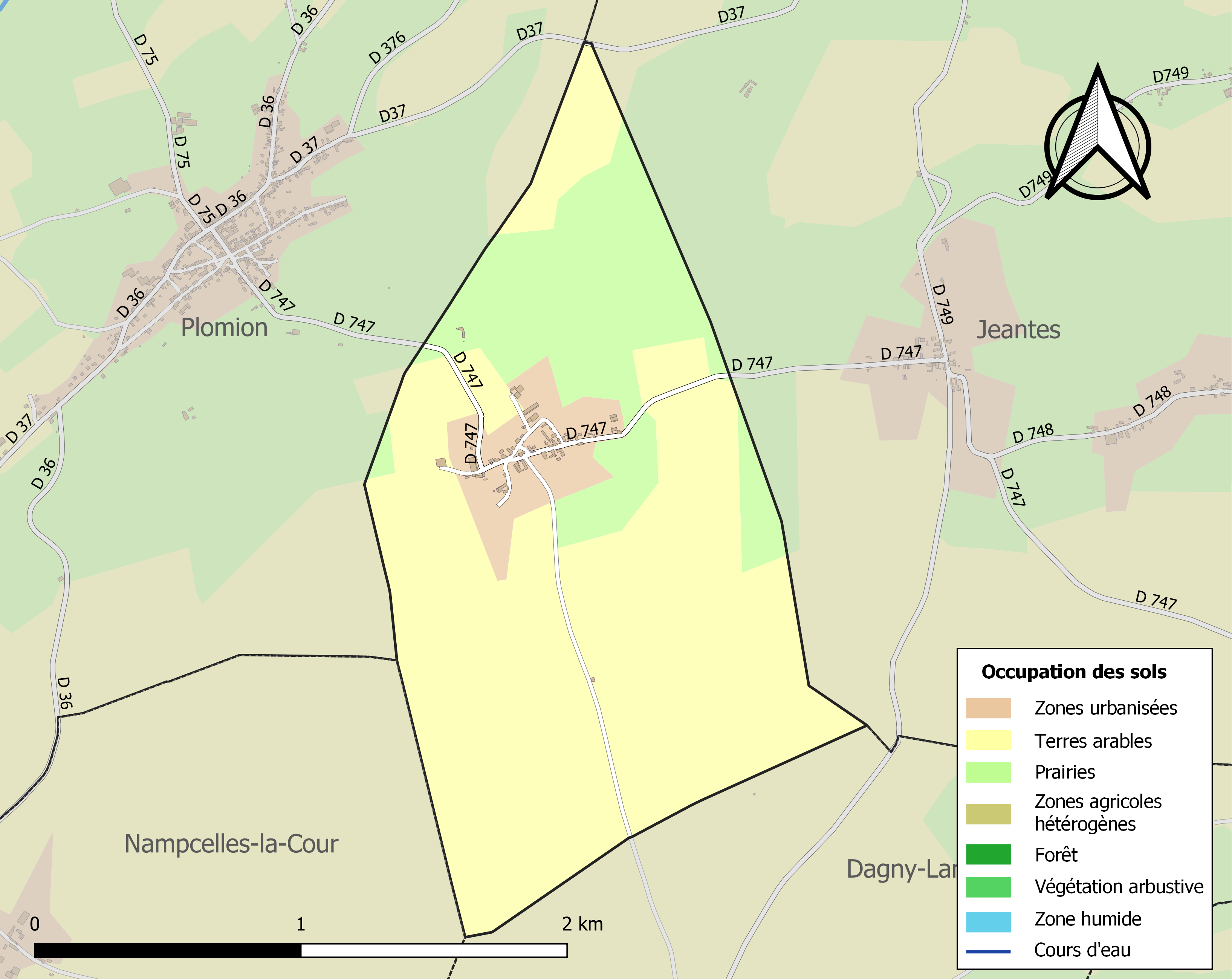
Carte des infrastructures et de l'occupation des sols de la commune en 2018 (CLC).

## Toponymie
Le village est cité pour la première fois sous l'appellation de Bencinnées puis Bancengiez au XIIe siècle dans un cartulaire de l'abbaye de Thenailles. Le nom variera encore ensuite en fonction des différents transcripteurs : Bancegni, Bancigni, Banscegnis, Bangscignis, Bancignez, Bansegnis, Bansignis, Bancigny-en-Thiérache, puis l'orthographe actuelle Bancigny sur la carte de Cassini au XVIIIe siècle.

## Histoire

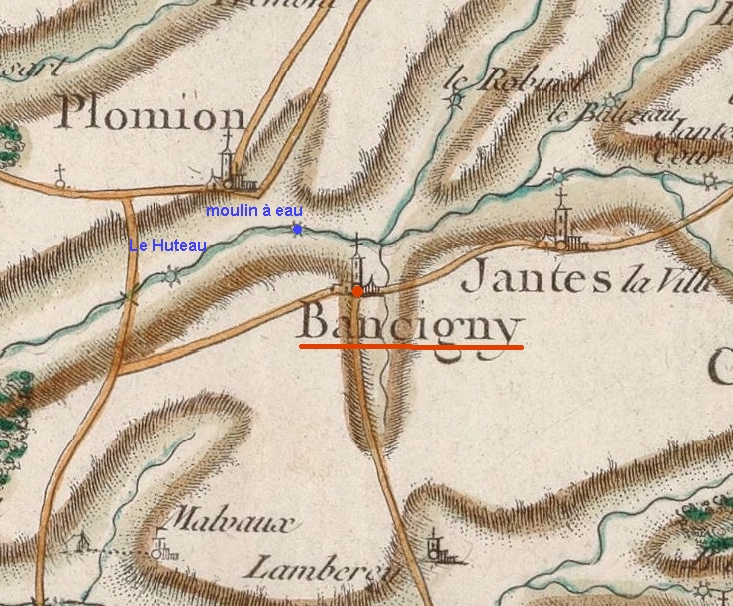
Carte de Cassini du secteur
(vers 1750).

La carte de Cassini montre qu'au XVIIIe siècle, Bancigny est une paroisse construite sur la rive gauche de la rivière le Huteau. Un moulin à eau dont les vestiges sont encore présents de nos jours est symbolisé par une roue dentée sur la rivière.
Dénommée Bancegnies sur une carte en 1205, la localité était une seigneurie. Le domaine de Bancigny fut érigé en comté, en 1590. Lors de la Révolution française, Bancigny devint une commune et fit partie du canton de Plomion dans le district de Vervins. En 1801, la commune est rattachée au canton de Vervins dans l'arrondissement de Vervins.

## Politique et administration

### Découpage territorial
La commune de Bancigny est membre de la communauté de communes de la Thiérache du Centre, un établissement public de coopération intercommunale (EPCI) à fiscalité propre créé le 31 décembre 1992 dont le siège est à La Capelle. Ce dernier est par ailleurs membre d'autres groupements intercommunaux.
Sur le plan administratif, elle est rattachée à l'arrondissement de Vervins, au département de l'Aisne et à la région Hauts-de-France. Sur le plan électoral, elle dépend du  canton de Vervins pour l'élection des conseillers départementaux, depuis le redécoupage cantonal de 2014 entré en vigueur en 2015, et de la troisième circonscription de l'Aisne  pour les élections législatives, depuis le dernier découpage électoral de 2010.

### Administration municipale
Le nombre d'habitants de la commune étant inférieur à 100, le nombre de membres du conseil municipal est de 7.

#### Liste des maires
| Période                                  | Période                       | Identité         | Étiquette | Qualité |
| ---------------------------------------- | ----------------------------- | ---------------- | --------- | ------- |
| Les données manquantes sont à compléter. |                               |                  |           |         |
| mars 1983                                | 2014                          | André Trochain   | DVD       |         |
| 2014                                     | 2018                          | Steve Huclin     | SE        | Ouvrier |
| juin 2018                                | mai 2020                      | Christine Foulon | SE        |         |
| mai 2020                                 | En cours (au 11 juillet 2020) | Michel Woimant   | SE        |         |

## Démographie
L'évolution du nombre d'habitants est connue à travers les recensements de la population effectués dans la commune depuis 1793. Pour les communes de moins de 10 000 habitants, une enquête de recensement portant sur toute la population est réalisée tous les cinq ans, les populations de référence des années intermédiaires étant quant à elles estimées par interpolation ou extrapolation. Pour la commune, le premier recensement exhaustif entrant dans le cadre du nouveau dispositif a été réalisé en 2005.

En 2022, la commune comptait 25 habitants, en évolution de −3,85 % par rapport à 2016 (Aisne : −1,97 %, France hors Mayotte : +2,11 %).
| 1793 | 1800 | 1806 | 1821 | 1831 | 1836 | 1841 | 1846 | 1851 |
| ---- | ---- | ---- | ---- | ---- | ---- | ---- | ---- | ---- |
| 132  | 121  | 196  | 186  | 177  | 171  | 168  | 155  | 174  |

| 1856 | 1861 | 1866 | 1872 | 1876 | 1881 | 1886 | 1891 | 1896 |
| ---- | ---- | ---- | ---- | ---- | ---- | ---- | ---- | ---- |
| 155  | 570  | 132  | 134  | 135  | 129  | 128  | 113  | 104  |

| 1901 | 1906 | 1911 | 1921 | 1926 | 1931 | 1936 | 1946 | 1954 |
| ---- | ---- | ---- | ---- | ---- | ---- | ---- | ---- | ---- |
| 106  | 116  | 109  | 81   | 89   | 70   | 65   | 79   | 82   |

| 1962 | 1968 | 1975 | 1982 | 1990 | 1999 | 2005 | 2006 | 2010 |
| ---- | ---- | ---- | ---- | ---- | ---- | ---- | ---- | ---- |
| 71   | 69   | 59   | 49   | 39   | 32   | 25   | 24   | 28   |

| 2015 | 2020 | 2022 | - | - | - | - | - | - |
| ---- | ---- | ---- | - | - | - | - | - | - |
| 26   | 24   | 25   | - | - | - | - | - | - |

## Culture locale et patrimoine

### Galerie

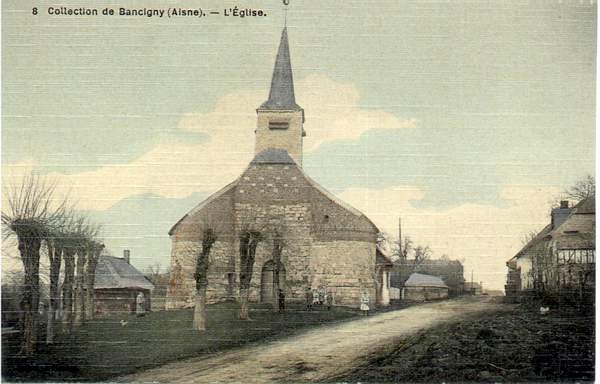
Carte postale de l'église vers 1910.
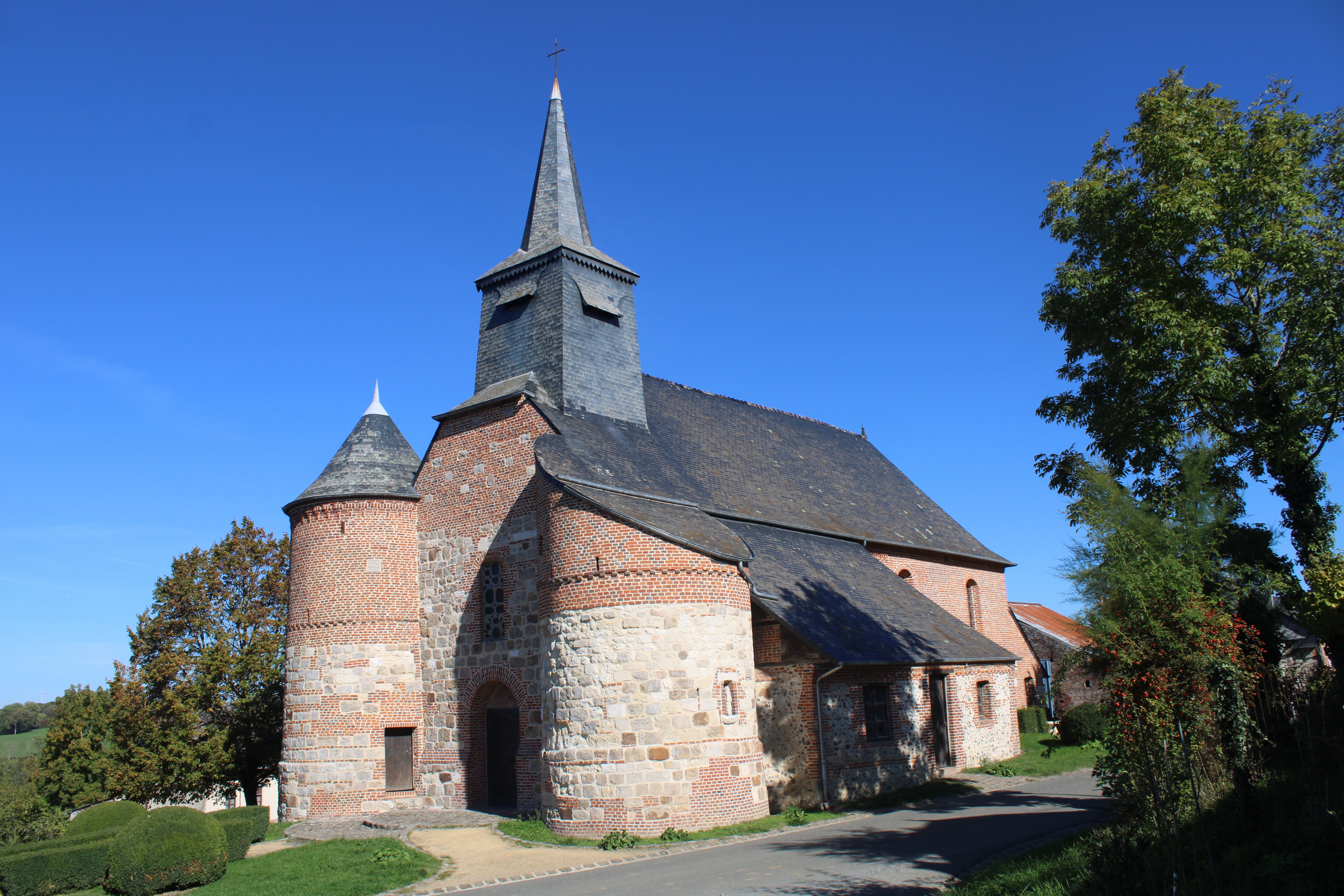
L'église Saint-Nicolas.
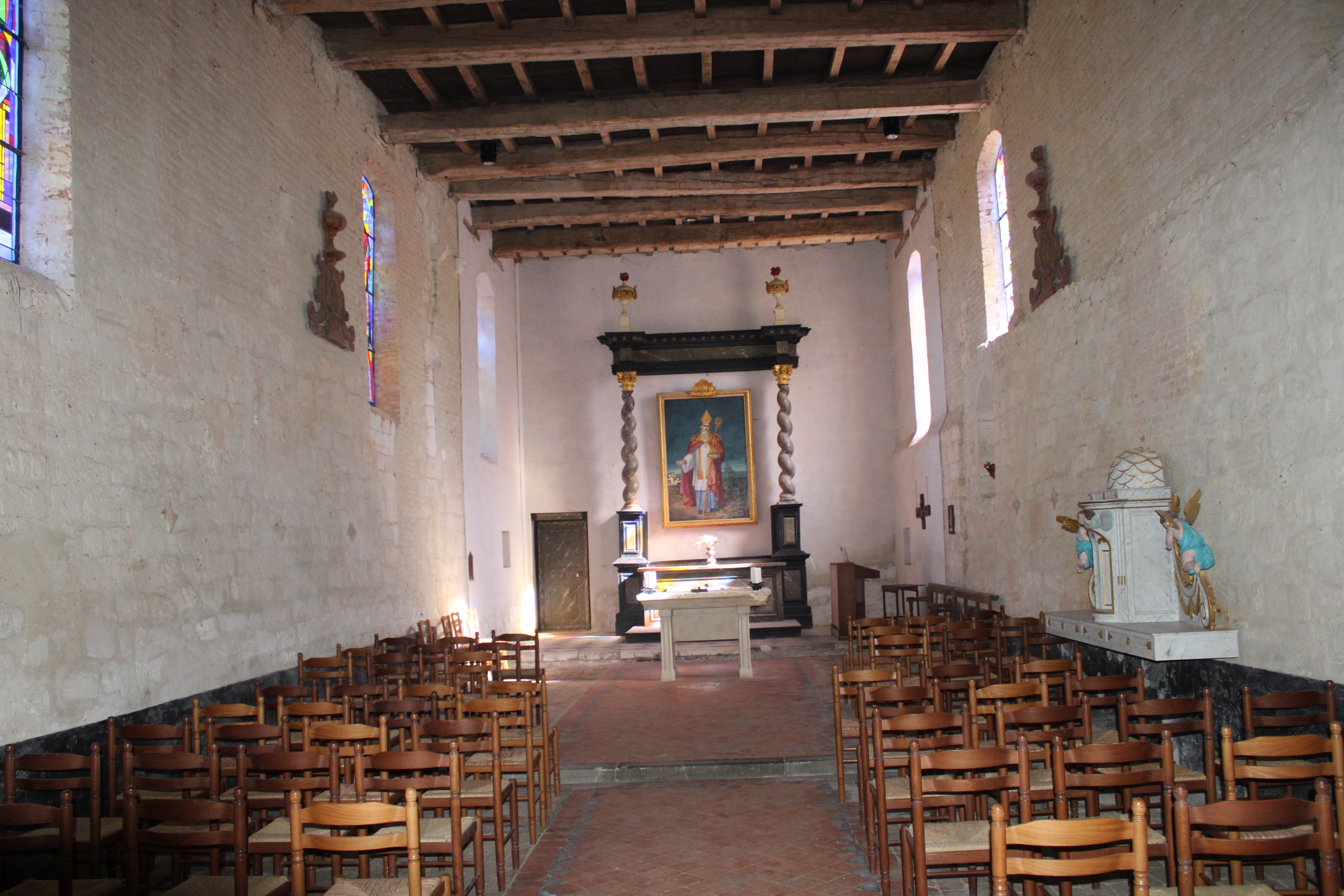
La nef.
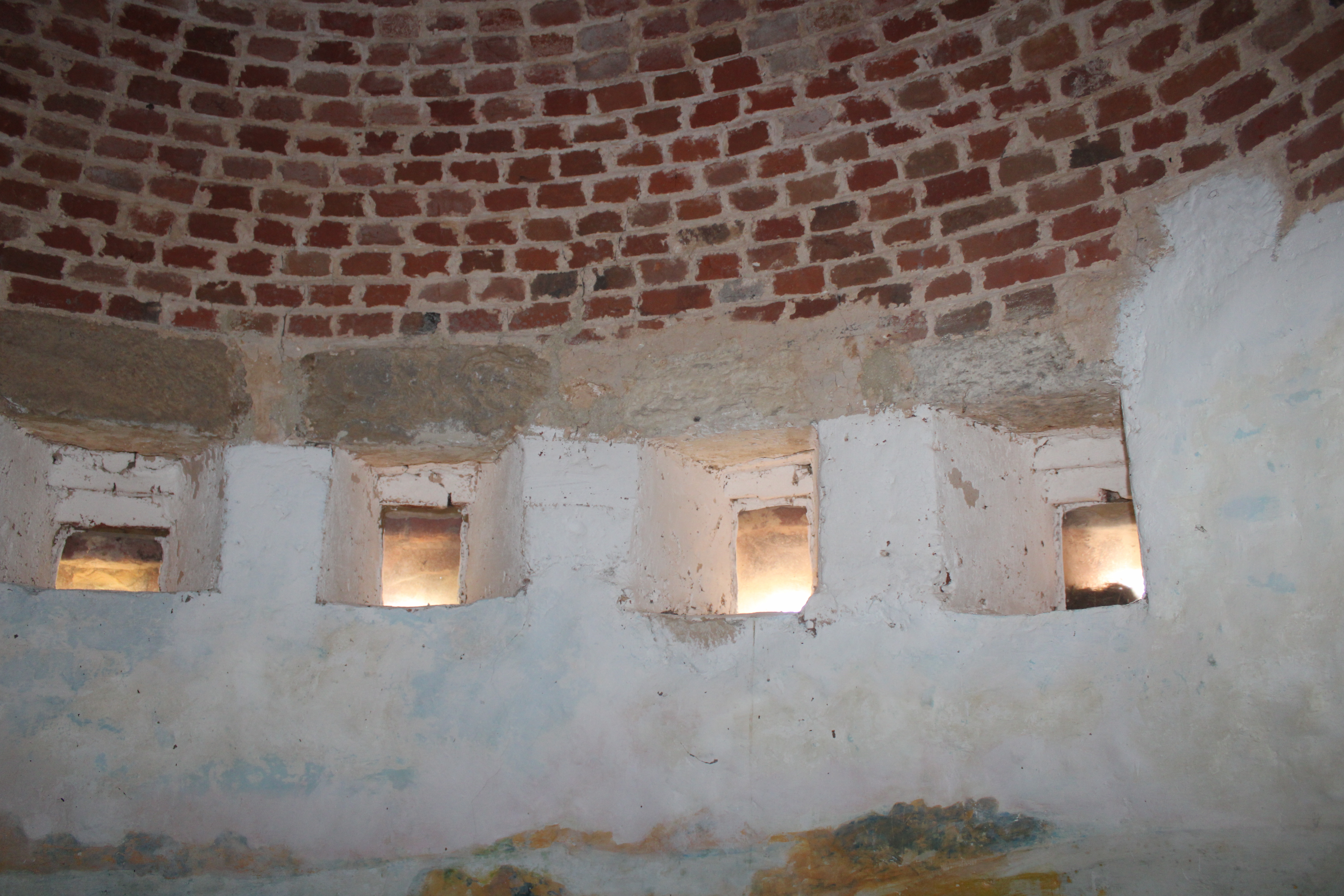
Les meurtrières de la tour sud.
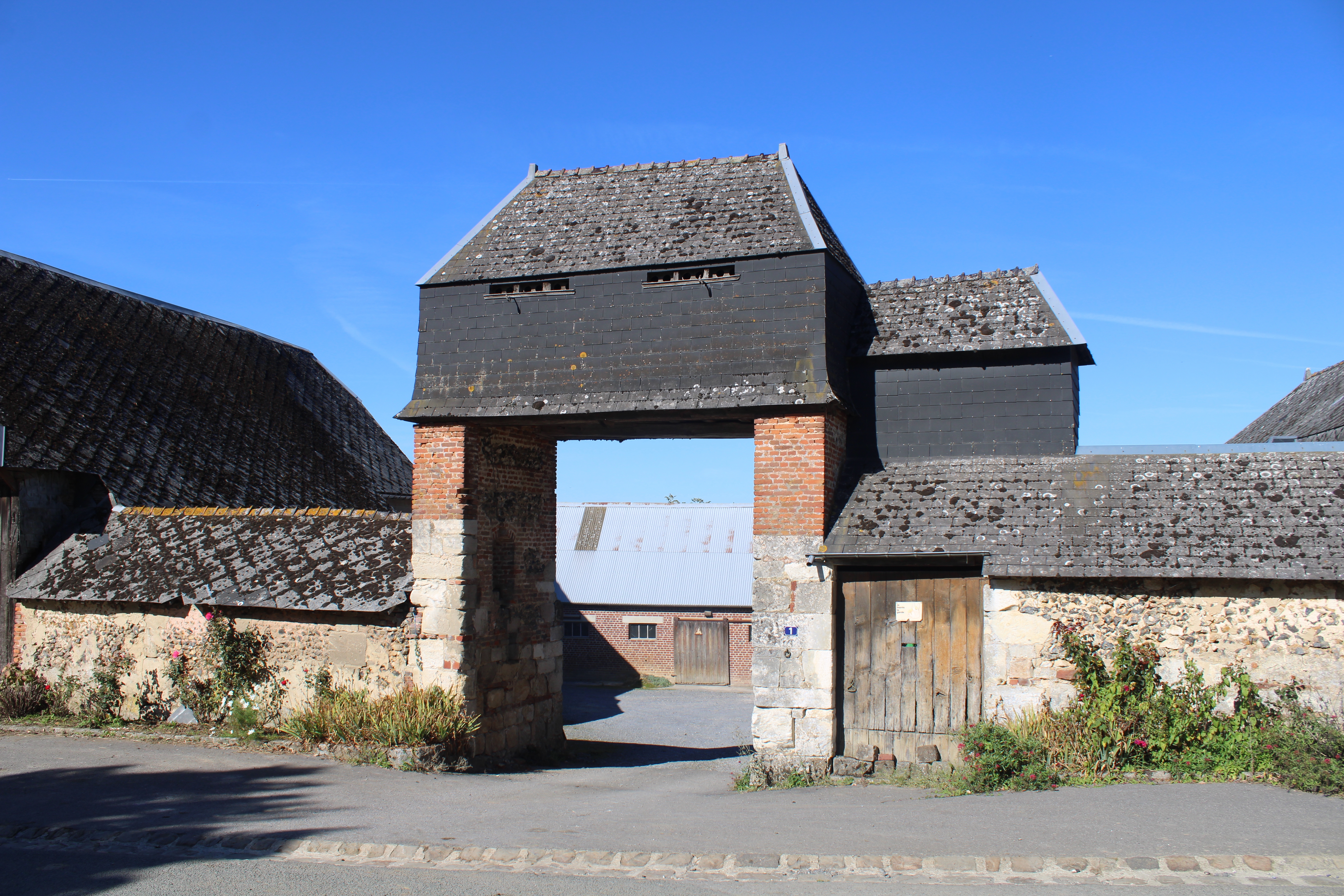
Porche-pigeonnier.

## Pour approfondir